# Num (letra)
Num, nune ou nun (נ,ן), é a décima-quarta letra de vários abjads semíticos, assim como o "nun" do alfabeto árabe e o "nun" do alfabeto fenício.
Nun é uma letra fenícia. Deu origem a letra "nu (N)" grega